# Vänlighet

Den glada smileyn är ett sätt att visa sig vänlig på internet.

Vänlighet innebär att vara trevlig och tillmötesgående i sociala situationer. Inom modern personlighetspsykologi är vänlighet (eller trevlighet) den av de fem dimensionerna enligt femfaktorteorin, som reflekterar individens skillnader i omtanke angående samarbeten och social harmoni. Personer som vinner framgång i den här dimensionen är empatiska, hänsynsfulla, vänliga, generösa, hjälpsamma och generellt omtyckta. De har också en optimistisk syn på människor och tenderar att tro att de flesta är ärliga, anständiga och trovärdiga.
Människor som inte lyckas väl med vänlighet placerar ofta egennyttan framför att komma överens med andra. De bekymrar sig, i regel, mindre för andras välmående, och därför är det mindre troligt att de hjälper andra. Ibland är det deras skepticism inför andras motiv som gör dem misstänksamma och ovänliga. Människor som har väldigt svårt för vänlighet har en tendens att bli manipulativa i sina sociala relationer. Det är mer troligt att de tävlar än samarbetar. 
Vänlighet anses vara ett så kallat superordinate trait (superordinärt drag), vilket betyder att det är en grupp av mer specificerade personliga egenskaper som slås samman statistiskt. Det finns undantag, men generellt har personer som intresserar sig för andra en förmåga att kunna samarbeta med dem, hjälpa dem och lita på dem. Denna personlighetsmodell är baserad på studier där man använt faktoranalys som metod. Studier påvisar att egenskaperna är indelade på en normalfördelningskurva, där extremerna är ovanliga, och många människors personligheter hamnar i mitten.

## Interpersonliga relationer
Vänlighet är en tillgång för att uppnå och bibehålla popularitet. Personer med hög vänlighetsfaktor är "gillare". De gillar personer som andra tycker inte förtjänar att bli gillade. Vänliga människor är ofta mer omtyckta än ovänliga människor. Människor högt upp på vänlighetsskalan använder ofta konstruktiv taktik i konflikter med andra, medan personer med låg vänlighet använder tvångstaktik. Det finns inga bevis för att vänliga personer skulle vara mer anpassningsbara, eller influerade av andra i olika val. I en konflikt så har personer med hög vänlighet lättare att ge vika för sin motståndare, medan de flesta med låg vänlighetsgrad har svårare för detta. För vänliga personer så har de snarare bibehållit en bra relation än att ha förlorat en konflikt. Det kan verka som om man kan ta fördel av sådana människors godtrogenhet, men beviset talar inte om för oss hur människor med hög vänlighet tar itu med långfristiga konflikter eller hopplöst argumentativa personer.

## Implikationer
Vad gäller psykopatologi, så är vänliga personer förknippade med vänlighet, medan ovänliga personer är förknippade med antisociala tendenser. Informationen hittills visar att alla vänlighets-relaterade problem i psykopatologi är associerade med den lägre vänligheten, inte den höga vänligheten. 
Vänlighet kan ses som det motsatta slutet till ett kontinuum med machiavellianism. Det är också ett likartat begrepp som Alfred Adlers idéer om socialt intresse.